# Władisław Listjew
Władisław Nikołajewicz Listjew (ros. Владислав Николаевич Листьев, ur. 10 maja 1956 w Moskwie, zm. 1 marca 1995 tamże) – rosyjski prezenter i dziennikarz telewizyjny, pierwszy generalny dyrektor ORTV, przedsiębiorca. Zdobył szczególną popularność pod koniec lat 80. XX w. jako współtwórca programu publicystycznego „Wzglad”. Zginął w zamachu zastrzelony przez nieznanego sprawcę na klatce schodowej swojego domu.
Następnego dnia ORTV oraz kilka innych stacji telewizyjnych zawiesiło emisję na cały dzień, wyświetlając jedynie na czarnym tle zdjęcie Listjewa i napis ВЛАДИСЛАВ ЛИСТЬЕВ УБИТ (Władisław Listjew nie żyje).